# Pedro Merino
Pedro Merino Criado (Manzanares, 8 juli 1987) is een Spaans voormalig beroepswielrenner. Hij reed voor Saunier Duval en Footon-Servetto-Fuji.
Pedro Merino is de tweelingbroer van wielrenner Jésus Merino.

## Overwinningen
2005
- 1e etappe Ronde van Besaya (Junioren)

2008
- 4e etappe Giro delle Valli Cuneesi nelle Alpi del Mare
- Eindklassement Giro delle Valli Cuneesi nelle Alpi del Mare

2009
- Spaans kampioen op de weg, Beloften
- Memorial Valenciaga

## Grote rondes
Geen